# Angie Bolen
Angela de Luca, później Angie Bolen – postać fikcyjna, bohaterka serialu Gotowe na wszystko. Grała ją Drea de Matteo, jednak tylko przez jeden sezon. Wybuchowy finał szóstej serii, jak to określił Marc Cherry, zakończył jej udział w widowisku. Sama aktorka była zainteresowana takim występem, ponieważ ma córeczkę i tęskniła za życiem w Nowym Jorku.

## Przeszłość
Angela de Luca urodziła się w roku 1978. Jej decyzją było porzucenie studiów chemicznych i przyłączenie się do grupy eko-terrorystów pod przywództwem Patricka Logana. Zakochała się w nim i dla niego skonstruowała bombę potrzebną do jednej z zaplanowanych przez niego akcji grupy.
W 1996 roku Angela zaszła w ciążę a bomba spowodowała śmierć niewinnego człowieka o imieniu Sean, męża i ojca dwóch dzieci. Przypłaciła to blizną na lewej stronie pleców. Mężczyzna pracujący nad rozpracowaniem i powstrzymaniem grupy, „czarna sowa”, zaproponował ciężarnej Angeli, która chciała się zgłosić na policję by razem uciekli. Kobieta się zgodziła a policjant adoptował syna, Tylera jako własnego.
Cała trójka przez osiemnaście lat uciekała przed policją i Patrickiem zmieniając miejsca zamieszkania oraz swe dane. W pewnym momencie jedną z ich kryjówek odkrył Patrick, ale zdołali przed nim uciec. W 2014 postanowili się przenieść do Fairview, 4352 Wisteria Lane.

## Sezon 6
Angie wprowadziła się wraz ze swym mężem Nickiem i synem Dannym do Fairview, 4352 Wisteria Lane. Poznała się z innymi gospodyniami oraz została zaproszona na drugi ślub i wesele Mike’a z Susan. Kiedy wróciła do domu, zaczęła się martwić o syna Danny’ego, który opuścił wesele wcześniej i zniknął.
Angie miała problem z synem, gdyż został on oskarżony o uduszenie Julie Mayer, gdyż Karen McCluskey zeznała, że widziała ich razem. Zatrudnili Boba Huntera by go bronił. Popadła przez to w konflikt z Susan Delfino do czasu gdy wyszło na jaw, że był on niewinny.
Kiedy Susan, przez przypadek, strzeliła do Katherine Mayfair, Danny powiedział rodzicom, że dał Julie rewolwer, by czuła się bezpiecznie. Nick wiedział, że broń zarejestrowano na ich prawdziwe nazwisko. Angie interweniowała u Katherine, by nie dzwoniła na policję. Powiedziała, że Mike wciąż coś czuje do niej, a nie do żony. Jeśli nie zadzwoni, będzie pozowała na „świętą” a Susan wyjdzie na „potwora”. Jednocześnie Nick ukradł rewolwer z miejsca zdarzenia.
Parę dni później, Katherine nakryła Angie, jak ta rozmawiała z matką a wcześniej powiedziała jej, że nie żyje. Angie skłamała, że to teściowa a sama podsunęła Susan ideę, że – myląc w ciemnościach Susan z jej córką – to Katherine mogła zaatakować.
Bolenowie zaprosili państwa Hodge na kolację po której Bree ukradła jej przepis na dania. W ramach przeprosin, zatrudniła ją w swojej kuchni w miejsce niedawno zwolnionej Katherine.
Angie uderzyła też w twarz swego męża gdy dowiedziała się o jego romansie z Julie i skłamała policji, że był z nią w czasie ataku na dziewczynę. Zabroniła Julie rozmawiania z nią i Nickiem.
Angie uratowała Bree przed nakryciem jej romansu z Karlem Mayerem przed Orsonem. Udawała, że piła z nią wino i udała się na chwilę do domu, gdy Orson znalazł Bree leżąca w łóżku. Zmusiła Bree do dokonania wyboru: „pobudzający ją seksualnie Karl czy dzielący z nią te same zainteresowania Orson?”
Danny przedawkował pastylki przez co – przez przypadek i niedomówienia – Mona Clark dowiedziała się o sekrecie Bolenów. Dopiero uderzenie skrzydła awionetki w Monę i nieudana próba ratowania jej życia uwolniły Bolenów od niebezpieczeństwa zdemaskowania. Angie, pod prawdziwym nazwiskiem „de Luca”, stanęłaby przed sądem za zabójstwo człowieka i zostałaby skazana na dożywocie, bez możliwości wcześniejszego zwolnienia.
Tymczasem Ana Solis zaczęła chodzić z synem Angie, Dannym. Angie nie za bardzo podobał się ten związek. Po poważnej rozmowie z dziewczyną, Ana oświadczyła pani Bolen, że nie złamie serca Danny’emu.
W konsekwencji sprzeczki o śmieci Mitzi Kinsky, Angie zauważyła w oknie domu Solisów Carlosa, który szarpał jej syna, Danny’ego. Zagroziła Carlosowi śmiercią, jeśli tknie Danny’ego. Gdy Gabi i Carlos szli z ciastkami i chcieli ich przeprosić, podsłuchali oni przez przypadek głośną kłótnię Bolenów dotyczącą tego, że wciąż ukrywają się przed policją. Dzięki manipulacjom Gabrielle i nieświadomej niczego eks striptizerki Robin, Ana wyjechała do Nowego Jorku a Danny podążył za nią.
Angie dowiedziała się od Eddiego Orlofsky, że jej syn nie jest na kampingu. Śmiertelnie obawiała się Patricka Logana, dlatego podążyła do Nowego Jorku z Gabi. Na miejscu dowiedziała się od Heidi Klum i Pavlína Pořízkovej, że Gabi była największą jędzą w świecie modelek. Angie odwiedziła swą matkę, Rose de Luca. Tymczasem, jakby obok, sąsiadka Rose, Iris Beckley (Ellen Crawford) naprowadziła Patricka Logana na trop Angie.
Ten przyjechał do Fairview i wyeliminował z gry Nicka, potrącając go autem. Zamierzał odegrać się na matce chłopaka, zabierając jej syna. Skłamał jej, że wyjadą do Oregonu i ma skonstruować bombę. Jeśli tego nie zrobi, zabije Danny’ego/Tylera. Angie dyskretnie zdołała powiadomić Gabrielle, że jest w niebezpieczeństwie, ale w końcu sama zakończyła życie Patricka. Umieściła detonator w zapalniku, który trzymał w dłoni, w aucie z którego zdołała uciec, przed domem Lynette.
Bolenowie zdecydowali się wyjechać, więc Angie pożegnała się z Gabi. Bolenowie zdecydowali, że syn wróci do Nowego Jorku, do babci Rose i Any. Uznali, że muszą przestać być samolubni. Oznaczało to, że nigdy się już nie spotkają. Nick pocieszył jednak Danny’ego, że poradzi sobie, bo stał się porządnym mężczyzną. Syn Angie podziękował Nickowi za to że był on dla niego prawdziwym ojcem. Angie z Nickiem pojechali do Atlanty.

## Powiązane z postacią

### Danny Bolen
Tyler „Danny” Bolen (Beau Mirchoff) to syn Angie i Patricka Logana. Tyler został urodzony w 1996 roku. Był owocem krótkiego związku Angeli De Luca z młodym przywódcą ekoterrorystów, Patrickiem Loganem. Wskutek śmierci niewinnego mężczyzny po przeprowadzeniu jednej z akcji, chłopiec nie poznał swego biologicznego ojca. Jego matka, będąc jeszcze w ciąży, uciekła od Patricka z policjantem. To on, który wcześniej miał za zadanie przeciwdziałać organizacji, został jego ojczymem. Tak przez kolejne lata cała trójka została zmuszona do ciągłej ucieczki przed żądnym zemsty ojcem chłopaka.
Sezon 6

Nie chciał się przeprowadzić do Fairview, 4352 Wisteria Lane, ale zakochał się w Julie Mayer. Dlatego był pierwszym podejrzanym, gdy doszło do nieudanej próby uduszenia jej. Wkrótce odkrył sekret ojca i zmierzył się z nim na temat jego romansu z Julie. Dziewczyna powiedziała mu, że nigdy nie będą razem, dlatego sam doprowadził do nieudanego samobójstwa. Mona Clark, która doglądała jego stan usłyszała od niego, że ma na imię „Tyler”. Po wypadku zaczął umawiać się z Aną Solis. Tym zamartwiała się Angie, która sądziła, że dziewczyna łamie serce jej synowi. Bolen poleciała do Nowego Jorku, by omówić karierę modelki z Aną i pojednać się ze swoją matką. Danny cały czas sądził, że to Nick jest jego ojcem. Nie rozpoznał prawdziwego ojca gdy ten przyszedł do kawiarni, do niego z pomysłem na nowelę, opartą na tym jak on i Angie się poznali. Pytał się jak ma ją zakończyć. Nieświadomie zasugerował mu by zabił dziewczynę, która ukradła mu dziecko. Nick trafił do szpitala a Angie kazała się ukryć Danny’emu, wyjawiając mu, że był to eko-terrorysta a pomijając powiązania krwi. Danny miał opuścić miasto, ale Patrick podstępnie sprowadził syna do Wisteria Lane. Stali się jego zakładnikami a Patrick wyjawił mu, że jest jego ojcem. Gabrielle oswobodziła chłopaka, podczas gdy Patrick wysadził się w powietrze bombą Angie umieszczoną w detonatorze. Angie i Nick wyjechali do Atlanty a Danny’emu kazali jechać do Nowego Jorku by był z Aną i babcią.

### Emily Portsmith
Emily Portsmith (Julie McNiven) to rudowłosa kelnerka w lokalnej kawiarni w Fairview.
Sezon 6

Wszyscy w miasteczku znali Emily. Pochodziła ze znanej, dobrej rodziny. Była lubiana w szkole a klienci kafejki, w której pracowała, ją uwielbiali. Pracowała razem z Eddiem Orlofsky. Pewnego wieczoru zadzwonił z propozycją randki, ale ona odmówiła. Gdy zamknęła miejsce pracy, Eddie wrócił i udusił ją. Wcześniej Nick zadzwonił w sprawie związanej z przeszłością Bolenów. Gdy skończył, zobaczył Emily, która chciała iść do domu.

### Mona Clark
Mona Clark (Maria Cominis) to jedna z sąsiadek gospodyń, z pochodzenia Włoszka. Mieszkała w Fairview, 4360 Wisteria Lane, jednakże raz pokazano jakoby mieszkała w domu przy 4346 Wisteria Lane.
Sezon 1

Była obecna na urodzinach Tophera Brennana (Jordan Timsit) i wraz z Tammy Brennan (Lisa Darr), podejrzewała, że bliźniaki Lynette są nosicielami wszy.
Sezon 2

Przyjaźniła się z Tish Atherton, ponieważ obie zostawiały w swoich domach własne dzieci.
Sezon 3

Po roku uczestniczyła w proteście przeciw Arthurowi Shepherdowi. Później, widziała w nocy jak Mike Delfino spakował się i wyjechał z Wisteria Lane o czym – przez Idę Greenberg – dowiedziała się Susan.
Sezon 5

Siedem lat później zapisała się na wojskowy kurs odchudzający gdzie ćwiczyła m.in. wraz z Edie Britt i Gabrielle Solis.
Sezon 6

Pracowała w szpitalu, gdy, przywieziono do niego Danny’ego Bolena, po tym jak się zatruł lekami. Był on otumaniony, gdy powiedział Monie, że ma na imię „Tyler”. Od jego rodziców dowiedziała się, że są w programie ochrony świadków. Zaczęła z nim rozmowę w trakcie odwożenia do domu a chłopak źle to zinterpretował. Dlatego opowiedział jej tajemnicę rodzinną. Dlatego też Mona zaczęła szantażować Angie. Kobieta miała jej przynieść 67 000 dolarów by sama mogła zacząć nowe życie i nową pracę. Krótko potem awionetka lądująca na Wisteria Lane zahaczyła Monę o prawe skrzydło maszyny. Podczas gdy ją operowano, Angie i Nick czekali na wieści z sali. Bolen wyobrażała sobie to co najgorsze jeśli przeżyje, lecz wkrótce usłyszała, że kobieta zmarła.
Sezon 8

Postać pojawiła się milcząco jeszcze raz na Wisteria Lane, ubrana w biel. Była jednym z duchów obserwujących Susan Delfino, gdy opuszczała Wisteria Lane wraz z dziećmi i wnuczką, by rozpocząć nowy rozdział w życiu poza uliczką.

### Nick Bolen
Dominick „Nick” Bolen (Jeffrey Nordling) to mąż Angie. Ma polskie nazwisko i prawdopodobnie polskie korzenie.
Nick Bolen był w roku 1996 policjantem o imieniu Dominick. Miał za zadanie powstrzymać eko – terrorystów zgromadzonych wokół charyzmatycznego przywódcy Patricka Logana. Po tym jak po jednej z ich akcji ktoś zginął, ciężarna dziewczyna Patricka, Angela De Luca, chciała się zgłosić na policję. Dominick przekonał ją by razem z nim uciekła przed grupą i policją. Od tego czasu pod różnymi pseudonimami zaczęli się ukrywać przed wymiarem sprawiedliwości.
Sezon 6

Po wprowadzeniu do Fairview, 4352 Wisteria Lane, Nick nawiązał romans z Julie Mayer. Kontynuowali go przez kilka tygodni i zerwali przed ślubem jej matki. Danny dowiedział się o tym i zmierzył się z Nickiem. Ten naszedł Julie by wrócili do siebie, ale ta odmówiła. Lynette weszła do domu, gdy się kłócili a później z mężem zgłosili fakt wspólnej przeszłości jego i Julie na policję. Stał się podejrzanym w sprawie nieudanego uduszenia dziewczyny. Angie dała mężowi alibi, ale tak dowiedziała się od policji o romansie po czym uderzyła go w twarz. Wybaczyła mu jednak, gdyż dzielą razem sekret. Angie była zazdrosna o Emily Portsmith i potwierdziła mężowi, że zawsze tak będzie gdy go zobaczy z inną kobietą. Nick zadzwonił w sprawie związanej z przeszłością Bolenów. Był gotów wrócić, jeśli zapewnią Angie spokój. Po śmierci Emily wyjawił Angie, że był ostatnią osobą, która widziała ją żywą. Zasugerował spakowanie się i ucieczkę, ale żona mu odmówiła, przez co zastanawiał się ile jeszcze zostało im szczęśliwego trafu. W sprawy Bolenów została wmieszana Mona Clark, ale ich sytuacja ustabilizowała się po jej nieoczekiwanej śmierci. Był też wściekły, gdy Angie wdała się w konflikt z Mitzi Kinsky. Jakiś czas później Patrick Logan przyjechał do miasta i potrącił Nicka, przez co ten trafił do szpitala. Gabrielle odwiedziła go i pokazała notkę w której była informacja, że ona i Danny są zakładnikami Patricka. Opuścił szpital z pomocą Gabrielle, ale zemdlał w jej aucie z powodu leków przeciwbólowych. Po śmierci Patricka, on i Angie wyjechali do Atlanty a Danny’emu kazali jechać do Nowego Jorku, do Any.

### Patrick Logan
Patrick Logan (John Barrowman) to były kochanek Angie i biologiczny ojciec Danny’ego Bolena. W 1996 roku Patrick Logan był energicznym przywódcą grupy walczącej o ekologię metodami ekstremistów. Jedną z jego członkiń była młoda Angela De Luca. Terrorysta Patrick zakochał się w kobiecie. Ona natomiast wierzyła w terrorystę i jego przekonania. Dopóki nie pojawił się policjant Dominick pod przykrywką, zdeterminowany by ich powstrzymać. Terrorysta chciał zaatakować tych, których uważał, że niszczą planetę. Przekonał więc kobietę, by pomogła mu zbudować bombę. Coś poszło nie tak i ktoś został nieoczekiwanie zabity. Terrorysta się tym nie przejął. Powiedział, że było to nieuniknione. Kobieta chciała się zgłosić na policję, ale była w ciąży z Patrickiem. Agent przekonał ją, by z nim uciekła i po narodzinach chłopczyka, zaadoptował niemowlę.
Sezon 6

Dwadzieścia lat później Angie poleciała z Gabrielle do Nowego Jorku, ponieważ podejrzewała, że jej syn podążył właśnie za Aną. Zatrzymała się u matki Rose de Luca. Sąsiadka Rose, Iris Beckley (Ellen Crawford) rozpoznała córkę sąsiadki, a od Gabi dowiedziała się gdzie mieszka i zadzwoniła do Patricka Logana. Umówiła się z nim na wizytę, a po uzyskaniu informacji zabił ją, pozorując włamanie. Patrick przyjechał do Fairview. Danny nie rozpoznał prawdziwego ojca gdy ten przyszedł do kawiarni, do Danny’ego z pomysłem na nowelę, opartą na tym jak on i Angie się poznali. Pytał się jak ma ją zakończyć. Chłopak nieświadomie zasugerował mu by zabił dziewczynę, która ukradła mu dziecko. Nick trafił do szpitala z powodu potrącenia przez Patricka. Angie kazała się ukryć Danny’emu, wyjawiając mu, że Logan był eko-terrorystą a pomijając powiązania krwi. Danny miał opuścić miasto, ale Patrick podstępnie sprowadził syna do Wisteria Lane. Stali się jego zakładnikami a Patrick wyjawił mu, że jest jego ojcem. Związał chłopaka – który nie chciał mieć z nim jakiegokolwiek związku – w domu po czym wymusił na Angie konstrukcję bomby, którą miał rzekomo wykorzystać w Oregonie. Ostrzegł, że zabije ją i Danny’ego, jeśli nie wypali. Razem z Angie odjechał autem spod domu i zatrzymał się dostatecznie daleko domu by Angie mogła dobiec do drzwi, lecz nie do syna. Wyjawił jej, że chce zabić syna by cierpiała tak jak on. Angie umieściła jednak ładunek w detonatorze, trzymanym przez Patricka, więc po tym jak pobiegła pod dom, pomachała mu na pożegnanie, po czym bomba wybuchła.

### Rose de Luca
Rose de Luca (Suzanne Costallos) to matka Angeli/Angie Bolen. Rose urodziła swą jedyną córkę w 1978 roku. Osiemnaście lat później, w 1996 roku Angela uciekła od niej ponieważ zabiła człowieka o imieniu Sean, męża i ojca dwójki dzieci. Była w pierwszym trymestrze ciąży z Patrickiem Loganem, swoim byłym kochankiem, przed którym musiała się ukrywać. Nie powiedziała przy tym matce kto jest biologicznym ojcem jej wnuka.
Sezon 6

Panie pomimo to utrzymywały kontakt przez lata, ponieważ Angie rozmawiała z nią przez telefon tuż po przeprowadzeniu się do Fairview. Danny przyjechał do Nowego Jorku do babci w pogoni za Aną Solis. Angie podążyła za nim. Rose spoliczkowała córkę za ucieczkę i zażądała by Tyler został tutaj. Ze łzami w oczach, zmieniła zdanie, gdy dowiedziała się kim jest biologiczny ojciec chłopaka. Po śmierci Patricka w Fairview, Danny wrócił do Nowego Jorku i prawdopodobnie zamieszkał z Rose.